# Ясеновський потік (притока Орави)
Ясеновський потік (словац. Jasenovský potok) — річка в Словаччині; ліва притока Орави. Протікає в окрузі Дольни Кубін.
Довжина — 7.9 км. Витікає в масиві Оравська верховина (біля перевалу Брестова) — на висоті 765 метрів.
Протікає селами Ясенова; Вишни Кубін і містом Дольний Кубін. Впадає в Ораву на висоті 465 метрів.